# Bahnhof Saitama-Shintoshin
Der Bahnhof Saitama-Shintoshin (jap. さいたま新都心駅, Saitama-Shintoshin-eki) ist ein Bahnhof auf der japanischen Insel Honshū. Er wird von der Bahngesellschaft JR East betrieben und befindet sich in der Präfektur Saitama auf dem Gebiet der gleichnamigen Stadt. Der Bahnhof wurde zusammen mit der benachbarten Saitama Super Arena errichtet.

## Verbindungen
Saitama-Shintoshin ist ein Zwischenbahnhof, der von mehreren parallel verlaufenden Linien der Bahngesellschaft JR East bedient wird. Überwiegend dem beschleunigten Pendlerverkehr über mittlere Entfernungen in der Metropolregion dienen die Takasaki-Linie und die Utsunomiya-LInie (eine Teilstrecke der Tōhoku-Hauptlinie). Von Norden her kommend, führen sie über Ueno zum zentralen Bahnhof Tokio, wo sie mit der Tōkaidō-Hauptlinie in Richtung Yokohama und Atami verknüpft werden. Tagsüber gibt es auf beiden Linien einen angenäherten 20-Minuten-Takt, der während der Hauptverkehrszeit verdichtet wird.
Auf eigenen Gleisen verläuft die dem Nahverkehr vorbehaltene Keihin-Tōhoku-Linie von Ōmiya über Urawa, Akabane und Tokio nach Yokohama sowie daran anschließend auf der Negishi-Linie nach Ōfuna. Tagsüber fahren die Züge alle fünf Minuten, während der Hauptverkehrszeit alle drei bis vier Minuten. Somit werden jede Stunde zwischen 12 und 20 Züge angeboten. Saitama-Shintoshin ist ein bedeutender Knotenpunkt des lokalen und regionalen Busverkehrs. Beidseits des Bahnhofs gibt es je einen Busterminal mit mehreren Haltestellen. Der östliche wird von einem Dutzend Linien der Gesellschaften Kokusai Kyōgyō Bus, Tōbu Bus West, Nippon Chūō Bus und Heisei Enterprise bedient. Vom westlichen aus verkehren sieben weitere Linien verschiedener Anbieter.

## Anlage
Der Bahnhof steht an der Grenze zwischen den Stadtteilen Shintoshin im Westen und Kishikichō im Osten. Ersterer gehört zum Bezirk Chūō-ku, letzterer zum Bezirk Ōmiya-ku. Shintoshin entstand um die Jahrtausendwende im Rahmen eines Stadtentwicklungsprojekts im spitzen Winkel zwischen der Tōhoku-Hauptlinie und der etwas weiter westlich verlaufenden Saikyō-Linie. Unmittelbar nordwestlich des Bahnhofs steht die Saitama Super Arena, eine Multifunktionsarena mit einer Kapazität von bis zu 36.500 Zuschauern, die für Sport- und Kulturveranstaltungen genutzt wird. Daran angebaut ist das Keyaki Hiroba, ein von Bäumen umsäumter öffentlicher Platz mit zahlreichen Restaurants. In der Nähe zu finden sind auch mehrere Bürohochhäuser und das Rotkreuz-Krankenhaus Saitama. Die Ostseite des Bahnhofs wird geprägt durch die Cocoon City, ein auf vier Gebäude verteiltes Einkaufszentrum (inklusive Multiplex-Kino).
Die Anlage ist von Süden nach Norden ausgerichtet und umfasst 15 Gleise, von denen die vier östlichsten dem hier haltenden Personenverkehr dienen. Diese liegen an zwei vollständig überdachten Mittelbahnsteigen, die in der nördlichen Hälfte von einem Reiterbahnhof überspannt werden. Das Gebäude ist dreigeschossig, mit den ebenerdigen Bahnsteigen, einer breiten Fußgängerpassage im ersten Stockwerk und der Bahnhofsverwaltung im dritten Stockwerk. Das preisgekrönte Design stammt von dem aus Saitama stammenden Architekten Edward Suzuki. Es soll sich um eine weiche, fließende Form wie eine „Welle von Wolken“ handeln, um die Menschen in „Luft zu umhüllen“. Der Querschnitt des breiten Ost-West-Durchgangs ist elliptisch. Er wird im zentralen Bereich in der Nähe der Fahrkartenschalter geöffnet und die Funktionen des Bahnhofsgebäudes werden durch ein durchgehendes Dach abgedeckt, das bis zur Bahnhofshalle und den Bahnsteigen reicht. Das Dach besteht zu einem Drittel aus transparentem Glas, um viel natürliches Licht hereinzulassen, sowie aus gefalteten Platten mit dazwischenliegender Isolierung, um Strom und Energie zu sparen und den Passanten die Möglichkeit zu geben, den Wechsel von Licht und Schatten zu betrachten. Erhöht liegende Fußgängerpassagen stellen direkte Verbindungen zu umliegenden Gebäuden her.
Im Fiskaljahr 2019 nutzten durchschnittlich 55.782 Fahrgäste täglich den Bahnhof.

## Bilder

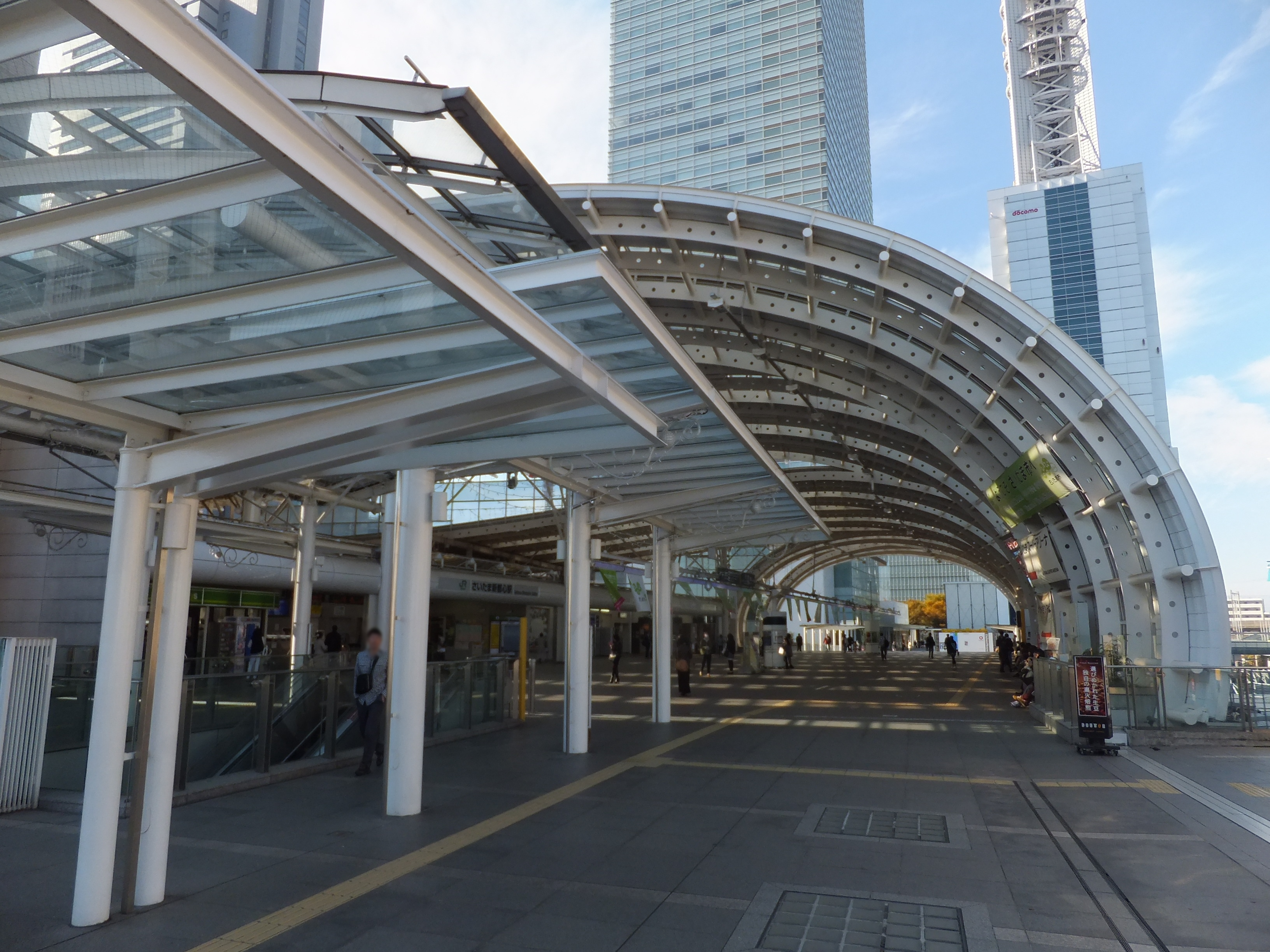
Ost-West-Durchgang
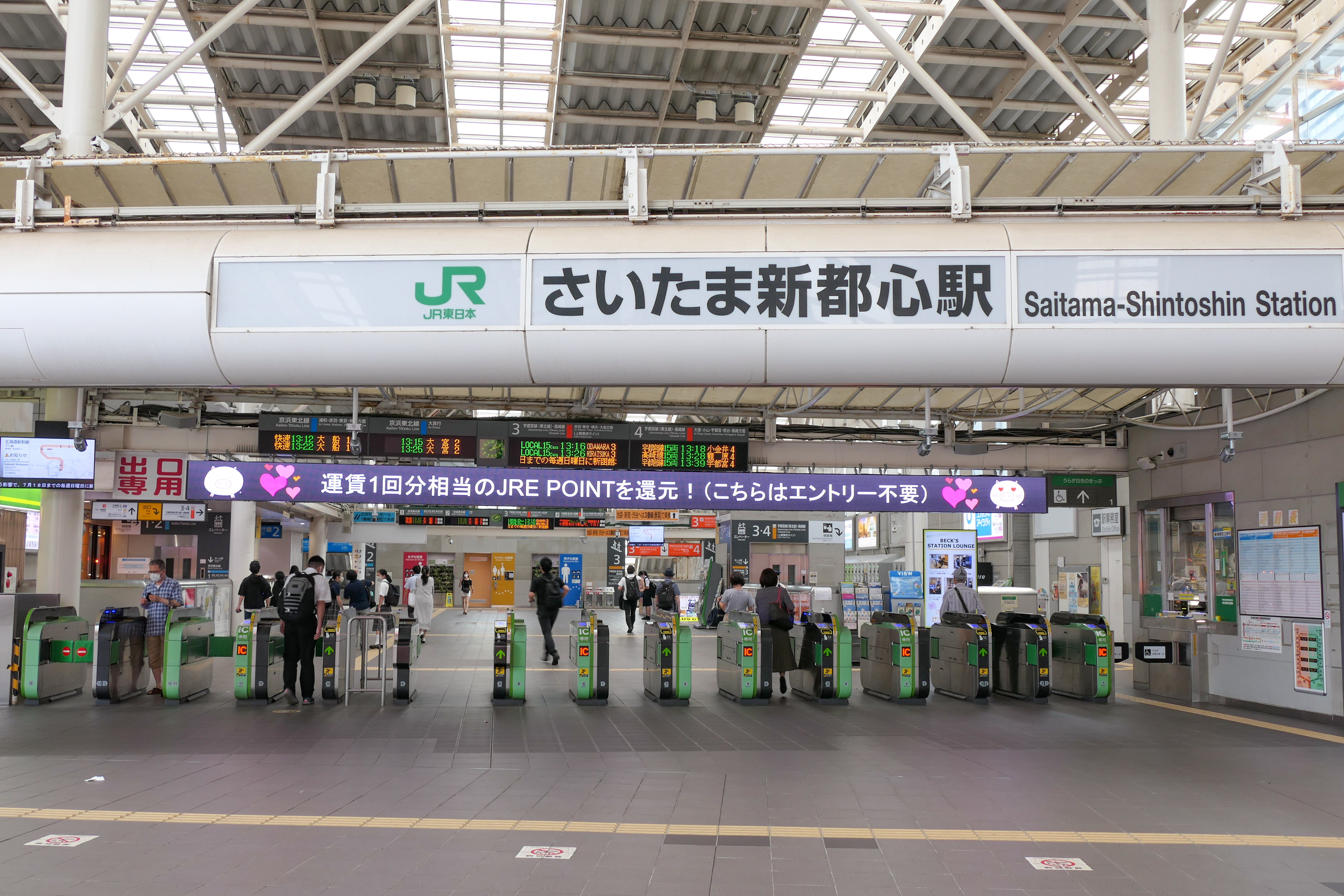
Bahnsteigsperren
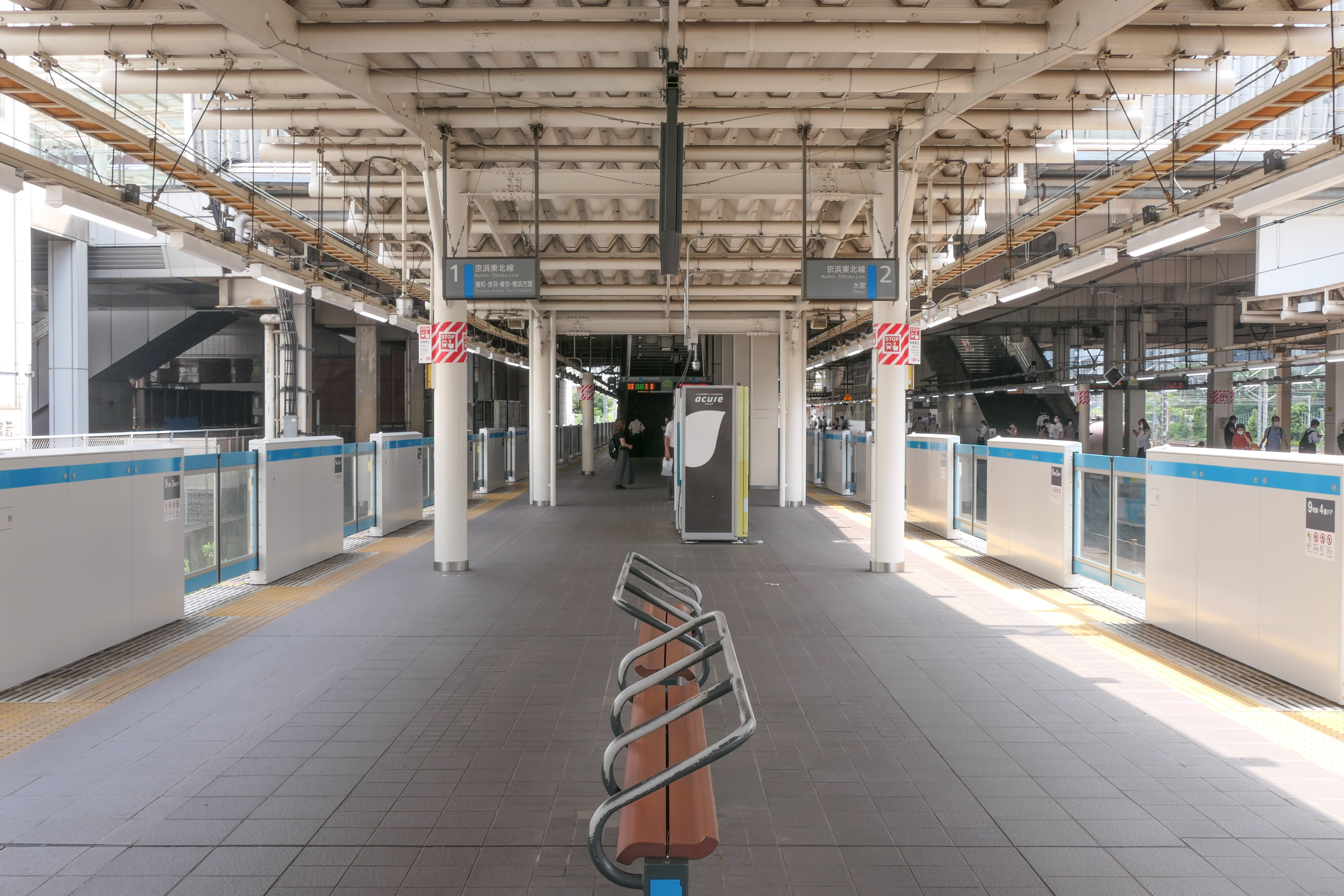
Bahnsteig 1/2
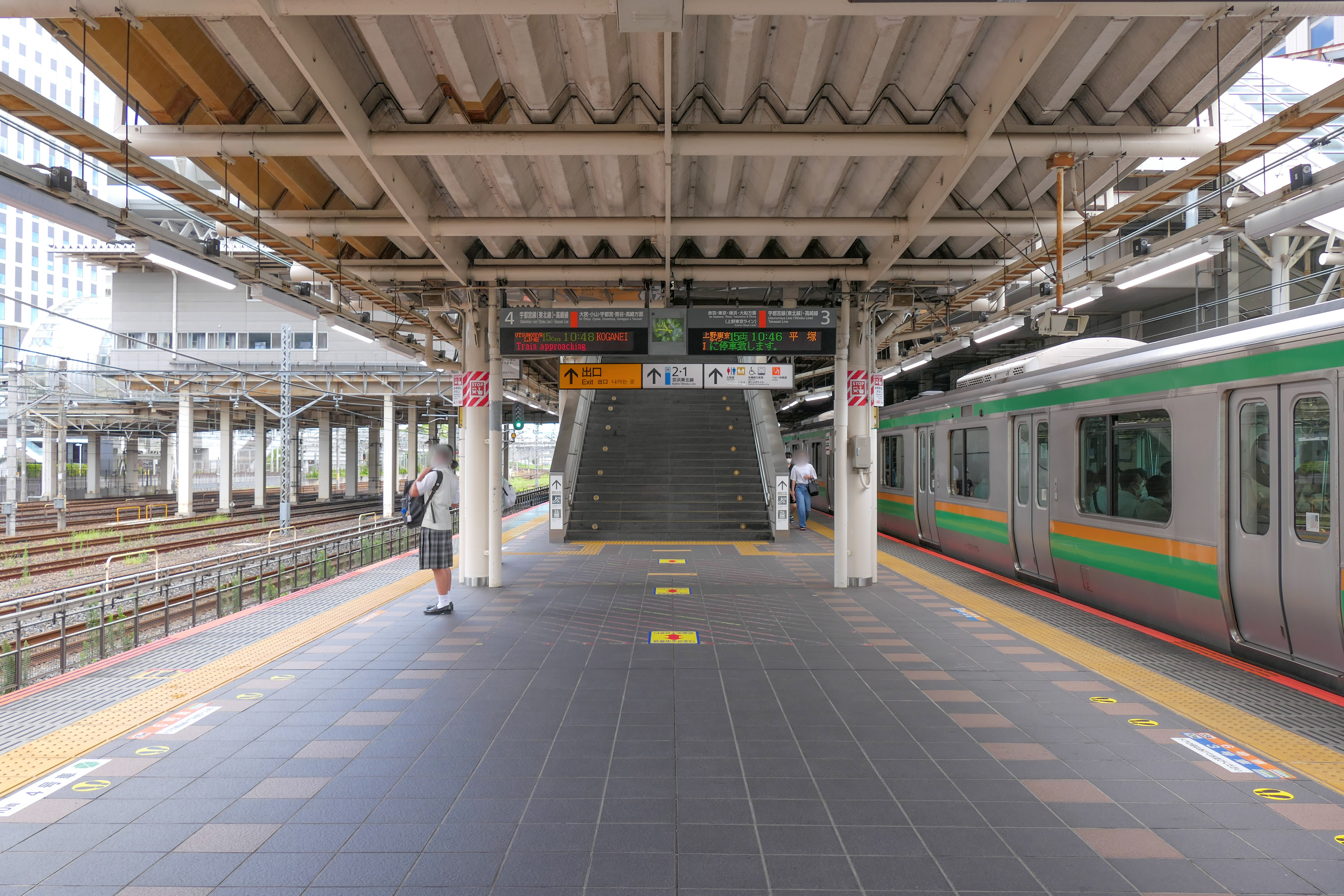
Bahnsteig 3/4
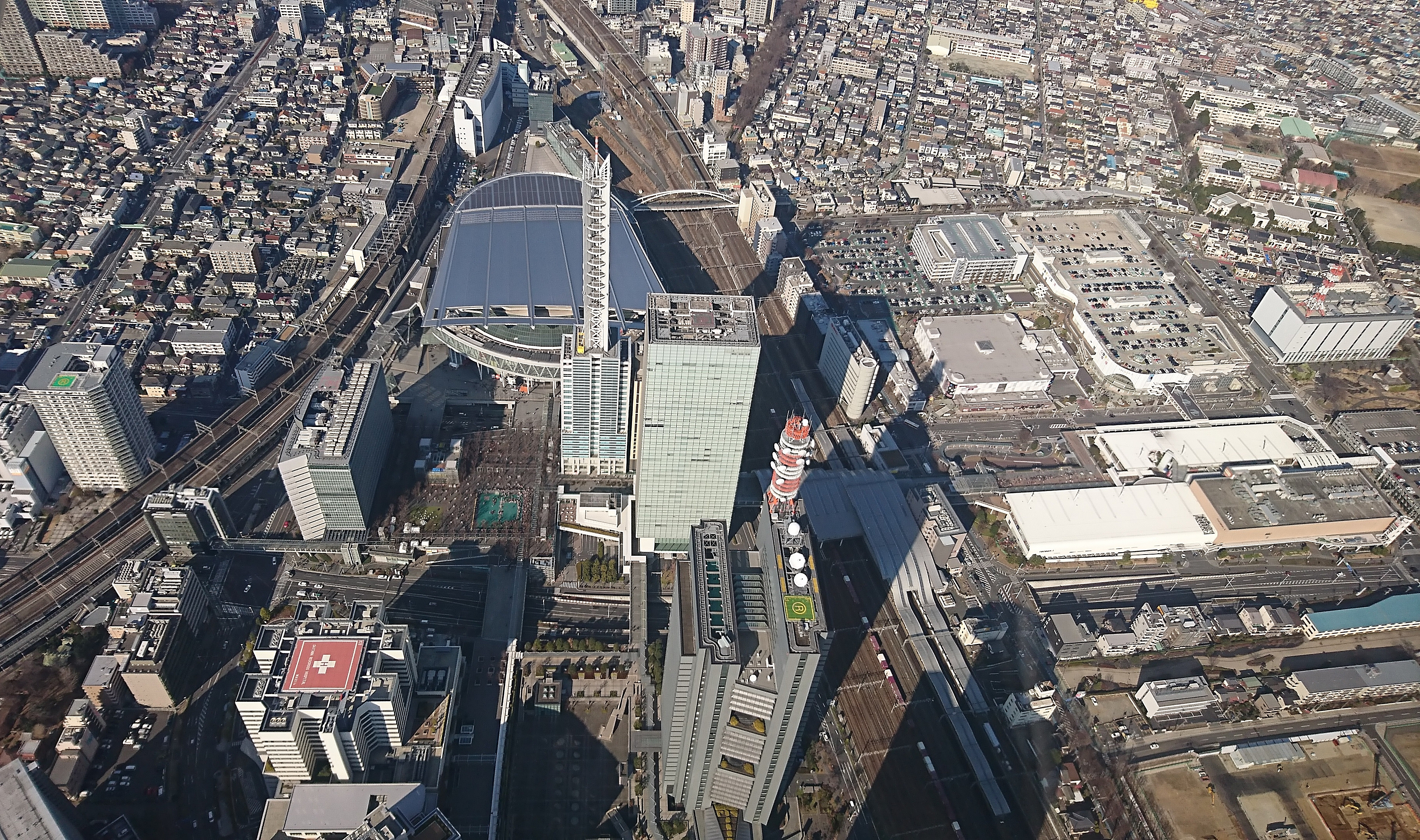
Luftansicht des Bahnhofs und der Saitama Super Arena von Süden

## Gleise
| 1 | ▉ Keihin-Tōhoku-Linie | Akabane • Ueno • Tokio • Shinagawa • Kawasaki • Yokohama |
| 2 | ▉ Keihin-Tōhoku-Linie | Ōmiya                                                    |
| 3 | ▉ Utsunomiya-Linie    | Akabane • Ueno • Tokio • Yokohama • Ōfuna                |
| 3 | ▉ Takasaki-Linie      | Akabane • Ueno • Tokio • Yokohama • Ōfuna                |
| 4 | ▉ Utsunomiya-Linie    | Ōmiya • Oyama • Utsunomiya • Nasushiobara • Kuroiso      |
| 4 | ▉ Takasaki-Linie      | Ōmiya • Kumagaya • Takasaki • Maebashi                   |

## Linien
| Verlauf der Keihin-Tōhoku-Linie / Negishi-Linie |
| --- |
| Ōmiya • Saitama-Shintoshin • Yono • Kita-Urawa • Urawa • Minami-Urawa • Warabi • Nishi-Kawaguchi • Kawaguchi • Akabane • Higashi-Jūjō • Ōji • Kami-Nakazato • Tabata • Nishi-Nippori • Nippori • Uguisudani • Ueno • Okachimachi • Akihabara • Kanda • Tokyo • Yūrakuchō • Shimbashi • Hamamatsuchō • Tamachi • Takanawa Gateway • Shinagawa • Ōimachi • Ōmori • Kamata • Kawasaki • Tsurumi • Shin-Koyasu • Higashi-Kanagawa • Yokohama • Sakuragichō • Kannai • Ishikawachō • Yamate • Negishi • Isogo • Shin-Sugita • Yōkōdai • Kōnandai • Hongōdai • Ōfuna |

| Verlauf der Takasaki-Linie |
| --- |
| Tokyo • Ueno • Oku • Akabane • Urawa • Saitama-Shintoshin • Ōmiya • Miyahara • Ageo • Kita-Ageo • Okegawa • Kitamoto • Kōnosu • Kita-Kōnosu • Fukiage • Gyōda • Kumagaya • Kagohara • Fukaya • Okabe • Honjō • Jimbohara • Shinmachi • Kuragano • Takasaki |

| Verlauf der Utsunomiya-Linie |
| --- |
| Tokyo • Ueno • Oku • Akabane • Urawa • Saitama-Shintoshin • Ōmiya • Toro • Higashi-Ōmiya • Hasuda • Shiraoka • Shin-Shiraoka • Kuki • Higashi-Washinomiya • Kurihashi • Koga • Nogi • Mamada • Oyama • Koganei • Jichi-Idai • Ishibashi • Suzumenomiya • Utsunomiya • Okamoto • Hōshakuji • Ujiie • Kamasusaka • Kataoka • Yaita • Nozaki • Nishi-Nasuno • Nasushiobara • Kuroiso |

## Geschichte

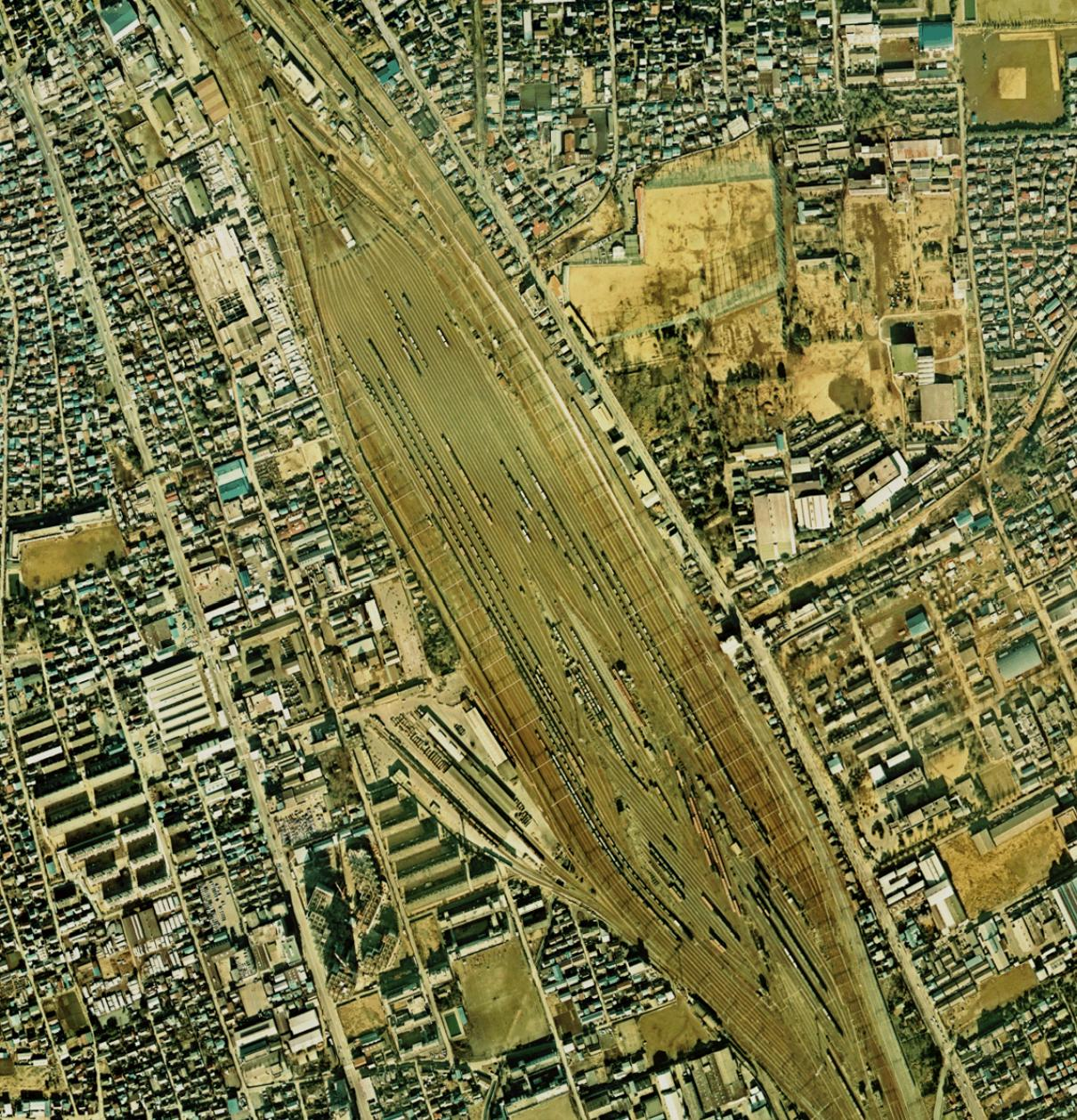
Luftansicht von 1974

1927 hatte das Eisenbahnministerium auf einer freien Fläche südlich des Bahnhofs Ōmiya einen Rangierbahnhof in Betrieb genommen. Ab 1961 wurde hier auch Güterumschlag durchgeführt, nachdem dieser in Ōmiya selbst eingestellt worden war, um dort mehr Platz für den wachsenden Personenverkehr zu schaffen. Aus Rationalisierungsgründen stellte die Japanische Staatsbahn 1978 den Umschlag von Paketen ein, 1984 auch den Containertransport. Mit der Einstellung des Einzelwagenverkehrs am 1. November 1986 blieb nur noch der stark verringerte Rangierverkehr übrig, für den seit dem 1. April 1987 die Bahngesellschaft JR Freight zuständig ist.
Da der größte Teil des Areals nun brachlag, begann die Präfekturverwaltung Ende der 1990er Jahre mit der Planung und Umsetzung eines umfangreichen Stadtentwicklungsprojekts namens Shintoshin („neues Stadtzentrum“). Kernstück war die Multifunktionsarena Saitama Super Arena. Um das Gelände optimal zu erschließen, sollte am Schienenkorridor, den die Tōhoku-Hauptlinie, die Takasaki-Linie und die Keihin-Tōhoku-Linie nutzen, ein neuer Bahnhof entstehen. Der Spatenstich für den Bahnhof Saitama-Shintoshin erfolgte am 16. Februar 1997, wobei die Bauarbeiten eng mit jenen an der Arena und an umliegenden Gebäuden abgestimmt waren. Schließlich ging der Bahnhof am 1. April 2000 in Betrieb. Die Bahnsteige der Keihin-Tōhoku-Linie wurden im September 2017 mit Bahnsteigtüren ausgestattet; es handelte sich um die ersten Anlagen dieser Art in einem JR-Bahnhof auf dem Gebiet der Präfektur Saitama.